# ATP/ADP-Translokase
ATP/ADP-Translokase (AAC) ist das Protein in der Mitochondrien-Membran von Eukaryoten, das den Transport von ATP aus dem Mitochondrium katalysiert; gleichzeitig wird ADP vom Zytosol hineingeschleust. Der Transport ist essenzieller Bestandteil des Energiestoffwechsels, da ATP überall in der Zelle als Energielieferant benötigt wird.
Im Mensch gibt es vier paraloge Isoformen des Transporters, die in verschiedenen Gewebetypen lokalisiert sind. Mutationen im SLC25A4-Gen, das für AAC1 codiert, sind für eine seltene Erbkrankheit verantwortlich, die mit Ophthalmoplegia progressiva externa (Lähmung der Augenmuskeln) einhergeht.
Die Transportgleichung lautet:
{\displaystyle \mathrm {ATP_{Matrix}^{4-}+ADP_{IMR}^{3-}\longrightarrow ATP_{IMR}^{4-}+ADP_{Matrix}^{3-}} }
Es handelt sich also um einen Antiporter, und er wird dadurch betrieben, dass ADP bzw. ATP ohne bindende Magnesiumionen transportiert werden. ATP ist bei pH 7 damit vierfach negativ geladen, ADP dreifach negativ. Damit wandert ATP bevorzugt entlang des Membranpotentials aus der Matrix in den IMR.

Bongkreksäure, ein Inhibitor des ATP/ADP-Translokators

AAC ist ein häufiges Protein der inneren Membran des Mitochondriums und kann bis zu 14 % aller Proteine der inneren Membran ausmachen. Infolgedessen ist es unwahrscheinlich, dass die ATP-Synthese aus Mangel an ADP limitiert ist. Die Translokase kann durch Atractylosid, ein Glykosid, gehemmt werden. Auch Bongkreksäure inhibiert den Translokator. Diese bindet an der Matrixseite des Proteins und muss infolgedessen erst in die Mitochondriummatrix gelangen. Bongkreksäure wird vom Bakterium Pseudomonas cocovenenas ausgeschieden.